# Dagens Nyheter
Dagens Nyheter (en español: "Noticias del día"), abreviado DN, es el mayor diario sueco con una tira de 340000 ejemplares por día. El diario fue fundado el año 1864 por Rudolf Wall con el apoyo del editor Albert Bonnier. El diario autodenomina su tendencia política como "independiente liberal". Dagens Nyheter es propiedad del consorcio Bonnier AB, controlado por la familia Bonnier, la cual es poseedora de la mitad de los medios de comunicación suecos.